# جوخه
جوخه یگانی راهکنشی و کوچک که در ساختار سلسله‌مراتبی بزرگتر از تیم آتش و کوچکتر از گروه است و معمولاً از ۷ تا ۱۰ سرباز تشکیل می‌شود.
حدود ۱۰ نفر با هم یک جوخه و ۲ جوخه با هم یک گروه را تشکیل می‌دهند. در بعضی مواقع، به‌ویژه در مواقع غیرجنگی، مثل فعالیت‌های امنیتی در سطح شهر، مانند نیروی انتظامی، دستهٔ مذکور از سه گروه کوچک‌تر در ابعاد جوخه تشکیل می‌شود. در قدیم و مخصوصاً در ایران شاهنشاهی، فرماندهِ یک جوخه معمولاً درجهٔ سرجوخگی داشت ولی اکنون این اختیار به گروهبان‌ها و حتی استواردوم هم داده می‌شود.